# Nie mówię kto
Nie mówię kto – drugi singel Piotra Bukartyka z płyty Tak jest i już, który ukazał się w czerwcu 2012 roku. Piosenka napisana została przez wykonawcę. Miała być umieszczona na poprzedniej płycie artysty, jednak z powodu licznego zestawu nagranych piosenek nie zmieściła się tam. Piosenka zadebiutowała na Liście Przebojów Trójki 29 czerwca 2012 roku.

## Teledysk
Teledysk Powstał na podstawie scenariusza i w reżyserii Romana Przylipiaka w Soho Factory. Autorem zdjęć jest Jakub Jakielaszek. Wideoklip miał premierę w serwisie YouTube dnia 28 czerwca 2012 roku. 

## Notowania
| Lista                              | Pozycja |
| ---------------------------------- | ------- |
| Lista Przebojów Programu Trzeciego | 16      |